# デキシーランド犬
『デキシーランド犬』（デキシーランドけん、原題：DIXIELAND DROOPY, 公開：1954年12月4日）は、アメリカ合衆国の映画会社メトロ・ゴールドウィン・メイヤー (MGM) に所属していたアニメーターのテックス・アヴェリーによる作品のひとつ。

## 内容
ゴミ捨て場のあばら家で暮らすドルーピーはデキシーランド・ジャズが大好き。貧しいながらも、ハリウッド・ボウルでのジャズ演奏の指揮者を夢見ていた。だが、スローテンポな曲が好まれる世相もあり、思わず踊りだしてしまいそうなデキシーはなかなか理解されない。家でレコードをかければ隣人に怒鳴られ、デキシーランドのよさを広めようとバー（カフェ）や猿回し、アイスキャンディー売りのトラックや遊園地の回転木馬（メリーゴーランド）等で愛用のレコードをかけると叩き出される。そのような生活の中、いつものようにデキシーをかけて店をたたき出されたドルーピーは、その拍子に愛用のレコードを割ってしまい、悲嘆にくれる。
そんな時、ドルーピーの耳に入ってきたのがデキシーの音楽。ピーウィー・ラント率いるノミのジャズバンドが演奏していたのだ。チャンスと思った彼は演奏会場のテントに忍び入り、イヌがノミに好かれるということを生かしてジャズバンドを手にする。バンド逃げられた興行主としばしの間捕物を繰り広げ、その先に逃げ込んだのがある事務所。あいにく、そこの社長は犬嫌い。3秒数えるうちに出て行けと怒鳴りちらす。
社長が「ワン、トゥー、スリー!」とカウントするや、それを合図にドルーピーの尾に隠れていたジャズバンドが演奏を始めた。これが彼にとっては幸いした。彼が逃げ込んだのは偶然にも芸能事務所で、デキシーに理解のある社長は、体からジャズを奏でる彼を見て、「デキシーランド犬、これはいけるぞ!」と確信する。これを契機に「音楽の大天才」ジョン・ペティボーン（John Irving Pettybone）の名でアメリカン・ドリームを掴んだドルーピーは、遂にハリウッド・ボウルの桧舞台に立つ。
演奏は勿論ノミのジャズバンドだったが、最後まで正体が知られることはなかった。
なお、作品中に流れる音楽はジャズの「タイガー・ラグ」である他、ドルーピー作品唯一エンドクレジットが異なる作品でもある。

## 登場するキャラクター
ドルーピー（ジョン）
今回は清貧な家に生まれたデキシーランド・ジャズ好きの犬役。デキシーが理解されずに不遇続きであったが、ノミのジャズバンドと芸能事務所の社長に偶然めぐり合って、アメリカン・ドリームを掴む。他のドルーピー作品と顔付きが多少異なっている。バンドの興行主と捕物を繰り広げる。
ノミのジャズバンド
全部で5名。ノミということだが、容姿は人間とほぼ同じ。リーダーはトランペット担当の「ピーウィー・ラント（PEE-WEE RUNT）」。ドルーピーとともにアメリカン・ドリームを掴む。なお、劇中のナレーションはピーウィーによるものであった。
ジャズバンドの興行主
ノミのジャズバンドを巡り、ドルーピーと捕物を繰り広げる。興行名は「Magical Fleas featuring PEE-WEE RUNT and his ALL-FLEA　DIXIELAND BAND」。
芸能事務所の社長
犬嫌いであったが、デキシーに理解のあったことがドルーピーにとって幸運だった。

## スタッフ
- 監督: テックス・アヴェリー
- 制作総括: フレッド・クインビー
- アニメーション制作: マイケル・ラー、グラント・シモンズ、ウォルター・クリントン
- 脚本: ヘック・アレン
- 背景: ジョー・マンテル
- 音楽: スコット・ブラッドリー

## 日本でのTV放映
TBS版の『トムとジェリー』の短編に挟まれて放映されていた。順番で時折放映された。

## 収録ソフト
- トムとジェリー ドルーピーといっしょ VOL.4（VHS）
- ドルーピー君サーカスへ行く 編（DVD）
- トムとジェリーVOL.8 特典映像（DVD）